# Alireza Akbari

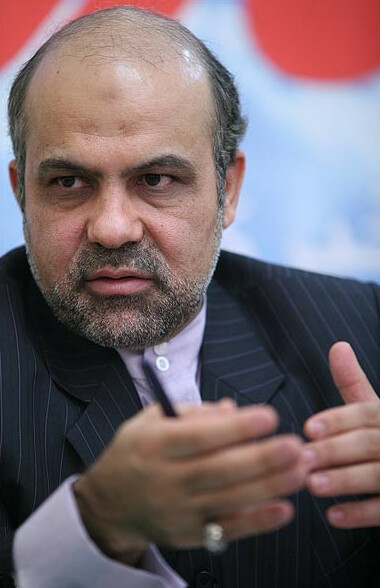
Alireza Akbari (2007)

Alireza Akbari (persisch علیرضا اکبری; * 21. Oktober 1961; † 14. Januar 2023), manchmal auch Aliresa Akbari geschrieben, war ein iranischer Politiker. Er war von 1997 bis 2002 stellvertretender Verteidigungsminister des Iran unter General Ali Schamchani während der Präsidentschaft von Mohammad Chatami, der als Reformer galt.

## Leben
Alireza Akbari zog (vermutlich im Jahr 2008) nach Großbritannien und bekam zusätzlich zur iranischen auch die britische Staatsbürgerschaft.
Akbari wurde 2019 festgenommen, als er aus dem Vereinigten Königreich in den Iran reiste. Ihm wurde vorgeworfen, er habe für den britischen Geheimdienst MI6 spioniert. Akbari und seine Familie bestritten diese Vorwürfe.
Akbari wurde am 14. Januar 2023 durch Erhängen hingerichtet. Der britische Premierminister Rishi Sunak nannte dies eine feige Tat, ausgeführt von einem „barbarischen Regime“.